# 歐文 (德克薩斯州)
欧文（Irving, Texas）是美國德克薩斯州達拉斯县東北部的一個城市，是達拉斯-沃斯堡都會區的城市之一，位於達拉斯與沃斯堡之間。面積175.3平方公里，2006年人口為196,084人。
1903年開埠，1914年4月14日設市。石油巨头艾克森美孚总部位于该地。

## 姐妹城市
- 蒙古国 達爾汗
- 芬兰 埃斯波
- 法國 布洛涅-比扬古